# Château Marmont (Châtillon-sur-Seine)
 (mai 2023).
- Si vous ne connaissez pas le sujet, laissez ce bandeau (vous pouvez alors contacter les auteurs).
- Si vous supprimez le contenu mis en cause (vous pouvez préalablement contacter les auteurs),

argumentez précisément cette suppression dans la page de discussion
(un manque de référence n'est pas un argument ; une recherche réelle de référence doit avoir été effectuée, être formellement documentée).
Le château Marmont  est un château néo-classique situé à Châtillon-sur-Seine (Côte-d'Or) en Bourgogne-Franche-Comté.

## Localisation
Le château est situé à la sortie ouest de Châtillon, en rive nord-est de la RD 965.

## Historique
Bâti sur l'emplacement d'un « chatellot » fortifié du XVe siècle édifié par la famille Rollin et réputé être du fief du « seigneur de Sainte Colombe », localité qui accueille toujours sur son territoire l'essentiel de son vaste parc, l'actuel château néo-classique n'est qu'une aile préservée d'une importante construction du XVIIIe siècle aux façades orientées nord-sud comme en témoignent de nombreuses gravures d'époque.

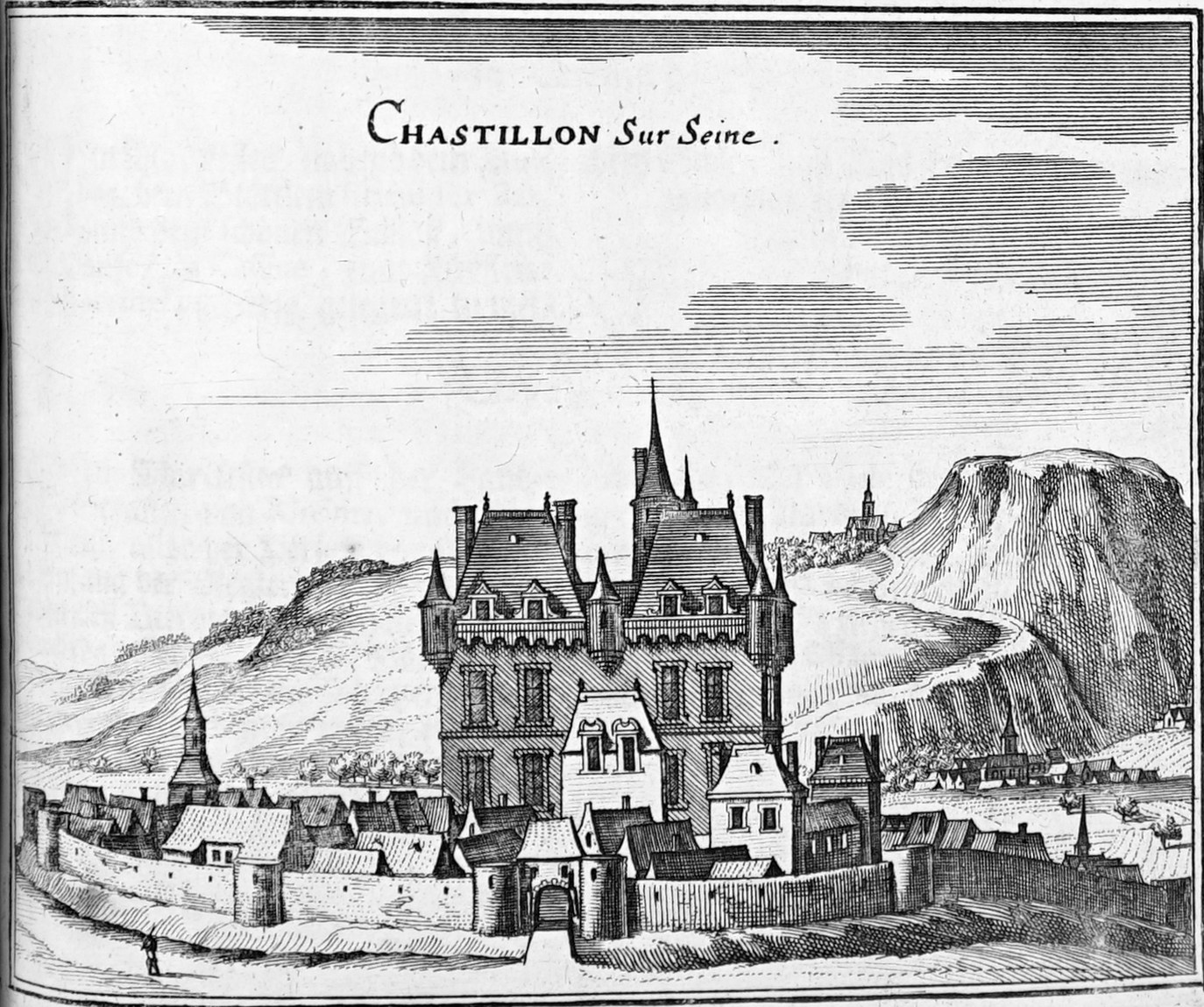
Le châtellot.
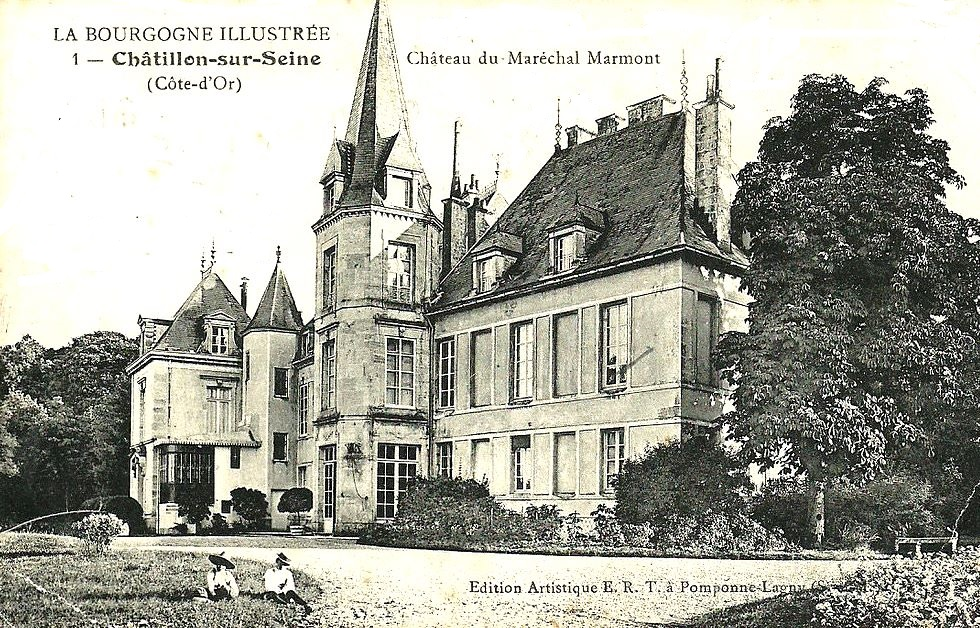
Le château remanié après 1870.

Propriété du maréchal de Marmont (1774-1852) aux débuts du XIXe siècle, ce château héberge Napoléon du 18 au 22 mai 1795 et du 12 au 13 mars 1796 alors qu’il part prendre le commandement de l'armée d'Italie. Celui-ci y repasse le 5 avril 1805 en se rendant à Milan pour être couronné roi d'Italie. 
Le chateau revient vers 1824 à Louis Maitre, nouveau maître des forges de Sainte-Colombe, dont la famille est toujours propriétaire des lieux. Occupé par l’état-major prussien en 1870 il est incendié et largement détruit par les occupants lors de leur départ. Le château actuel, orienté est-ouest, est alors reconstruit à partir de sa seule aile gauche qui a échappé au désastre[source insuffisante]. C'est de là que le général Joffre lance l’offensive de la première bataille de la Marne en septembre 1914. Il est occupé par l'armée américaine en 1917 et Harry Truman, futur président des États-Unis, y séjourne.

## Architecture

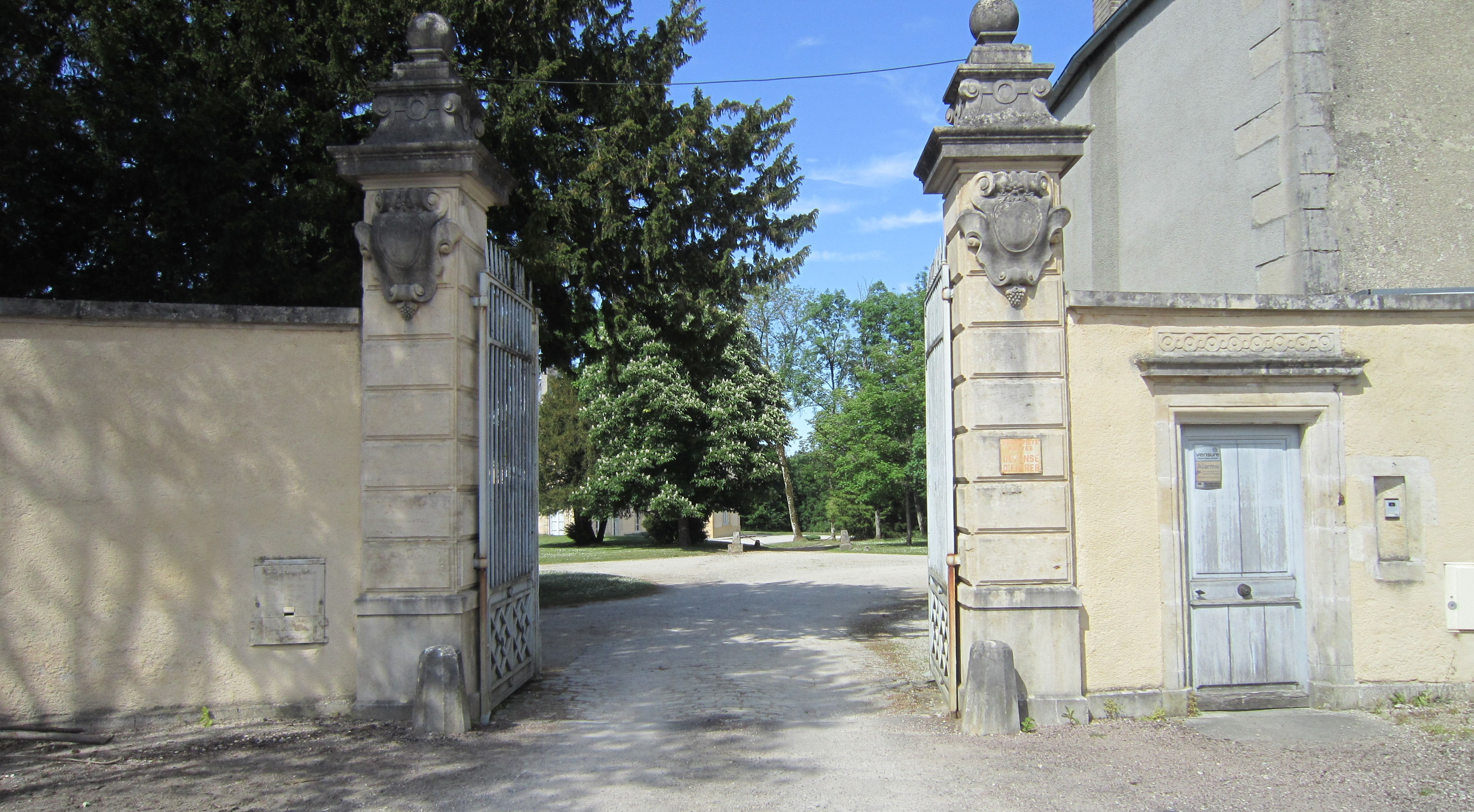
Le portail ouest.
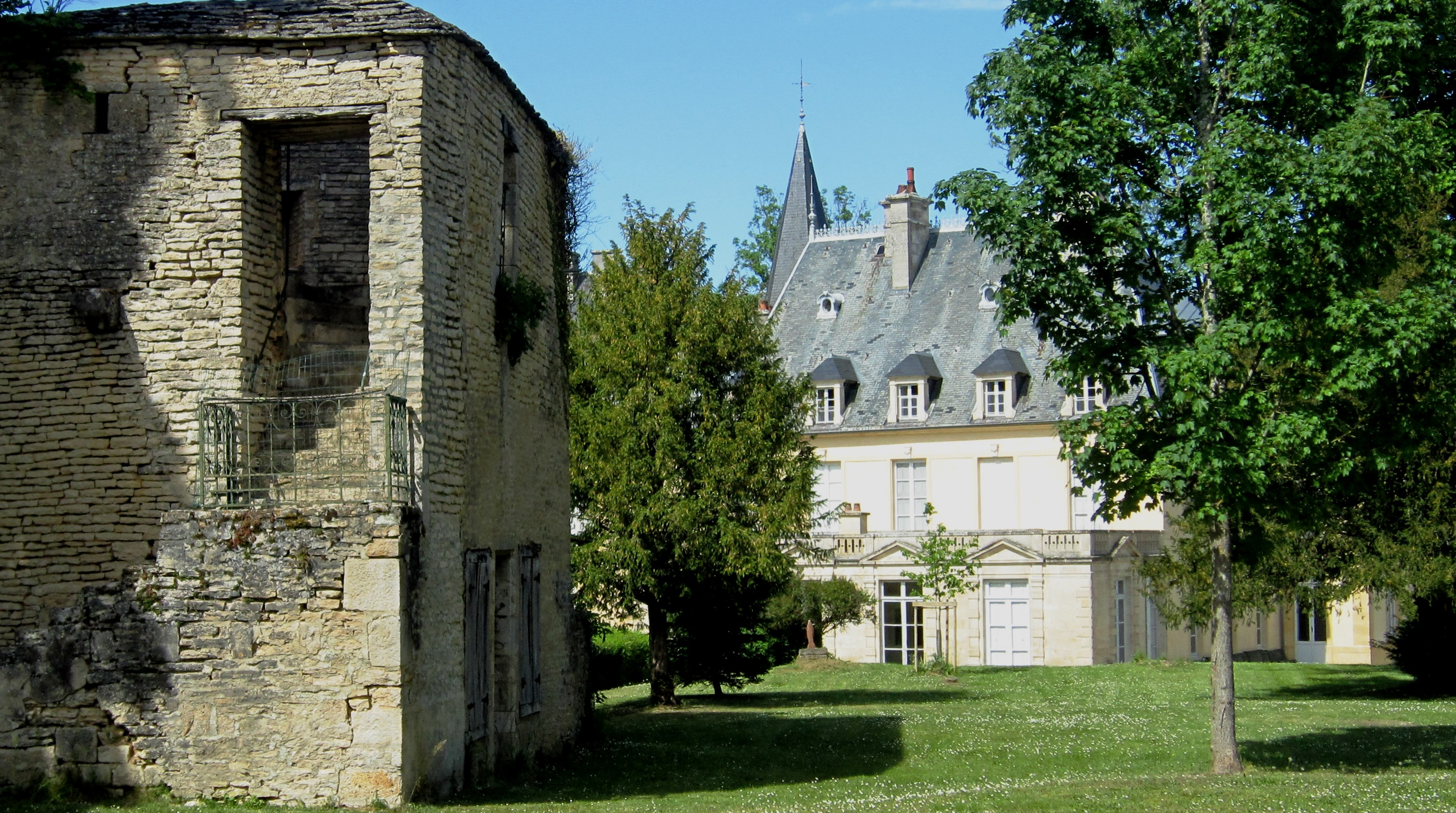
La façade ouest et l'ancien bastion.
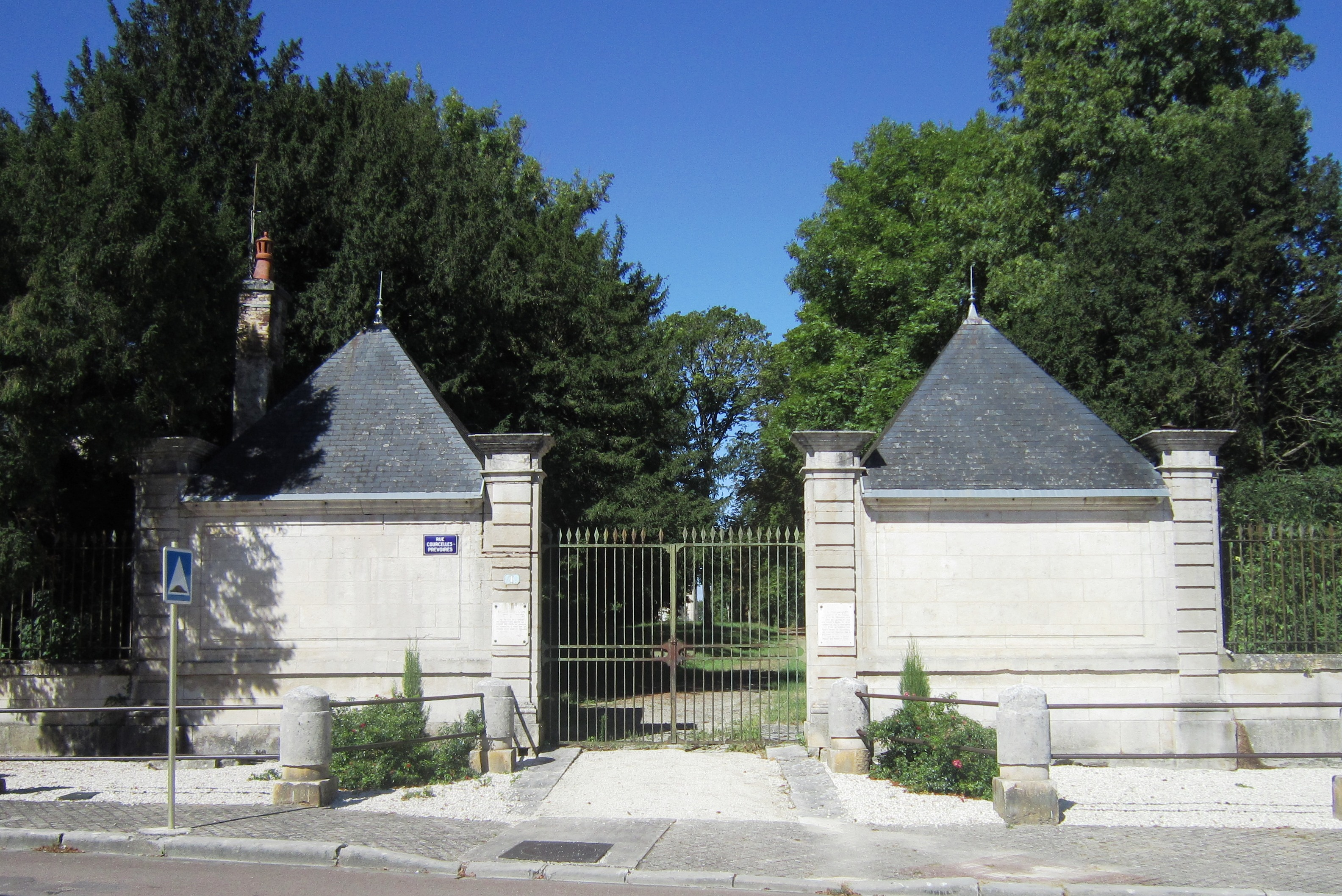
Le portail sud.

Vestige d'une bâtisse beaucoup plus conséquente ouverte vers le sud dont il n'était que l'aile gauche, le château actuel d'un étage et étage de combles est situé au milieu d'un vaste parc forestier, essentiellement localisé sur le territoire communal de Sainte-Colombe-sur-Seine, clos de murs à l'ouest et au nord, limité par la Seine à l'est et par les limites urbaines de Châtillon au sud. Il est accessible de ce côté par un portail débouchant par une longue allée sur le cours Labbé à proximité de la porte de Paris et par un autre à la sortie ouest de la ville sur la RD 965. Près de cette entrée on remarque un bastion en U, vestige des anciennes fortifications de la ville. Le château qui est privé ne se visite pas.